# کارمیر آغک
کارمیر آغک (به ارمنی: Կարմիր Աղեկ) یک روستا در ارمنستان است که در استان لوری واقع شده‌است.  در  کیلومتری شمال وانادزور، مرکز استان لوری واقع شده است.

## خصوصیات
کارمیر آغک  ۲۱۴ نفر جمعیت دارد و ۱٬۲۶۰ متر بالاتر از سطح دریا واقع شده‌است.  در  کیلومتری شمال وانادزور، مرکز استان لوری واقع شده است.